# Ranunculus tuberosus
Ranunculus tuberosus — вид рослин родини Жовтецеві (Ranunculaceae), поширений у Європі.

## Опис
Багаторічна рослина. Стовбур 20–50 см, випростаний або висхідний, гіллястий, волохатий. Листки волосаті, п'ятикутні, з 3–5 надрізано-зубчастими сегментами. Квіти жовті, великі. Чашолистки волохаті. Плоди голі, стиснуті; дзьоб кривий, рівний від третини до половини їхньої довжини.

## Поширення
Поширений у Європі.

## Галерея

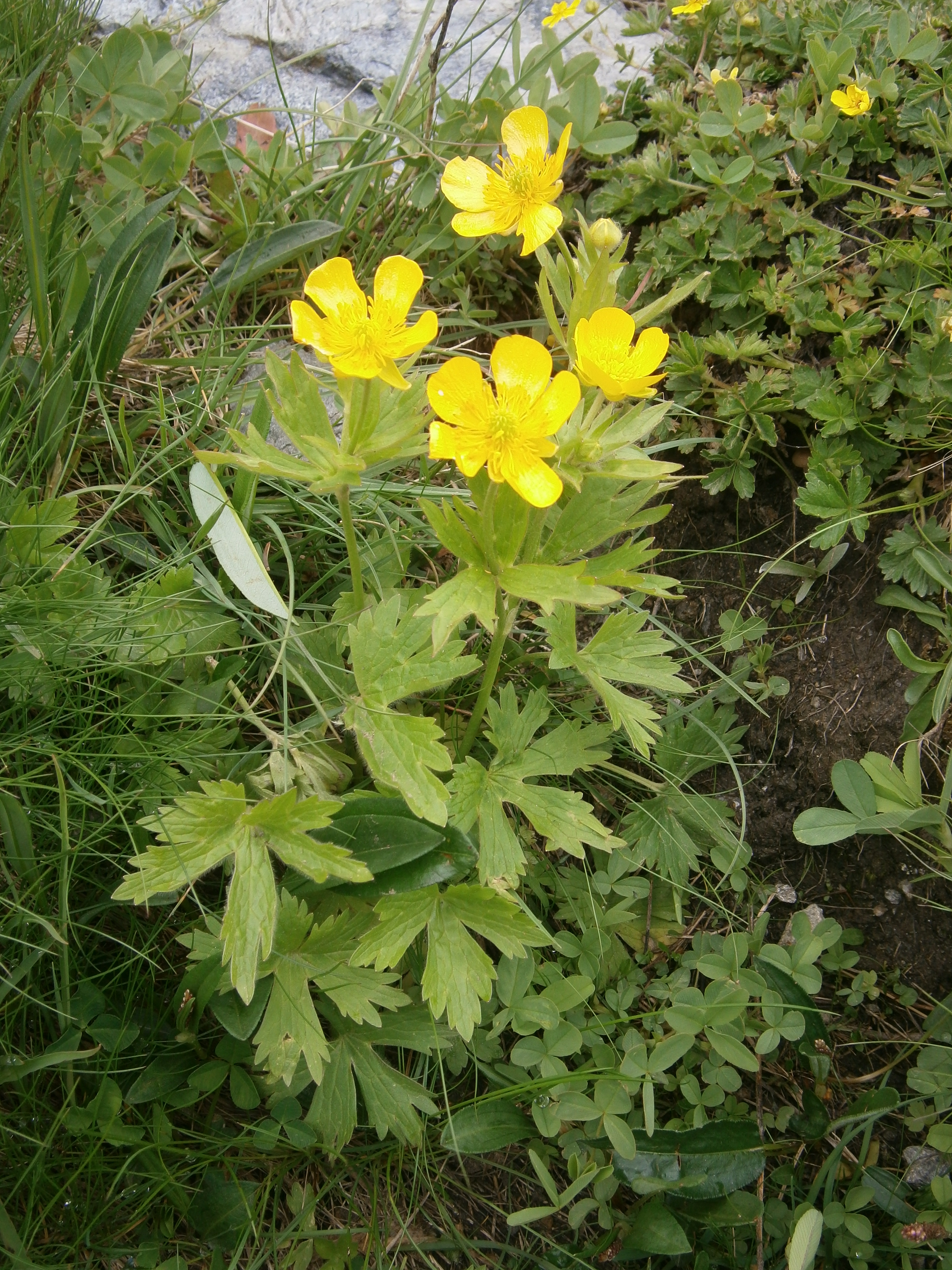
загальний вигляд
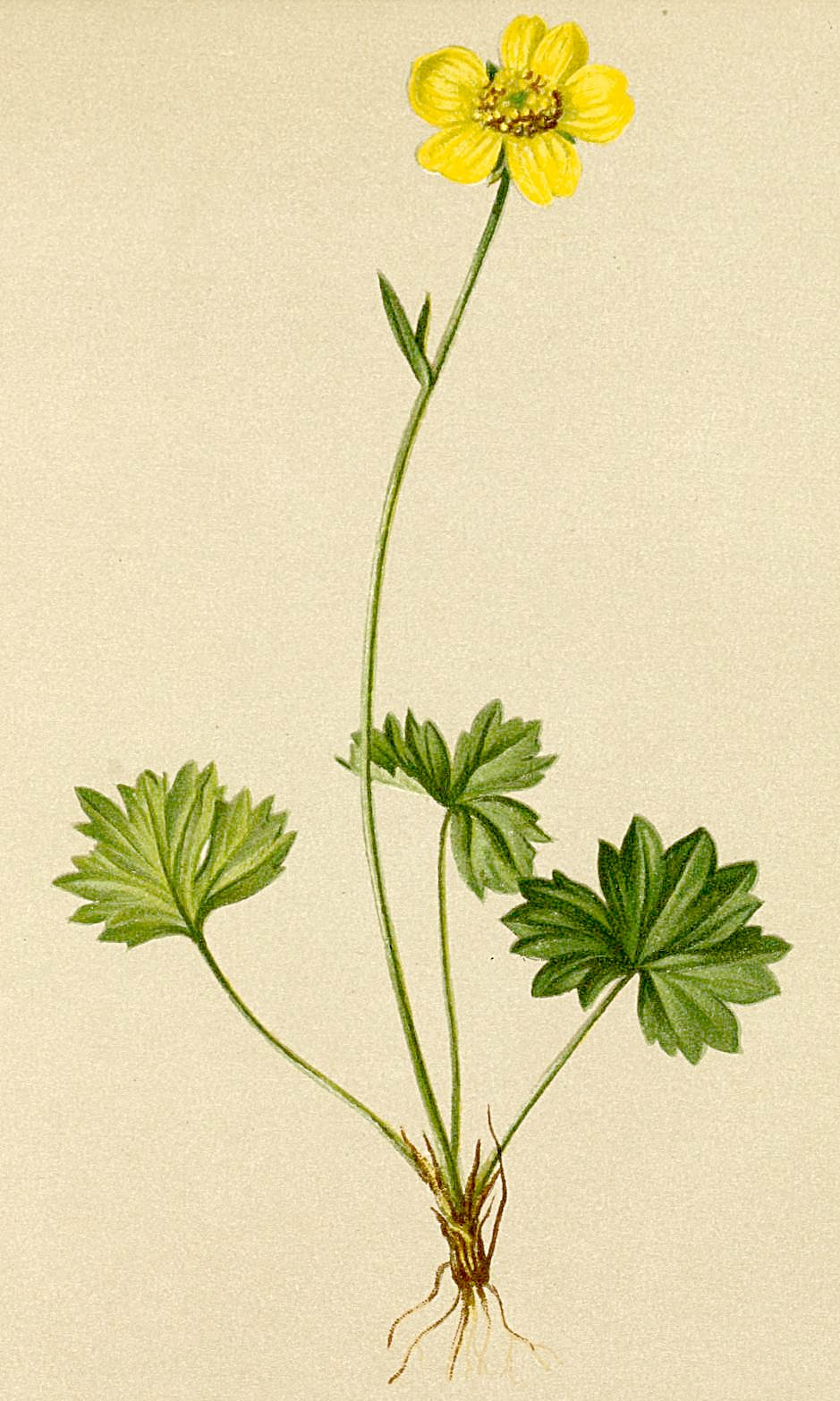
ілюстрація